# コーラ・パール

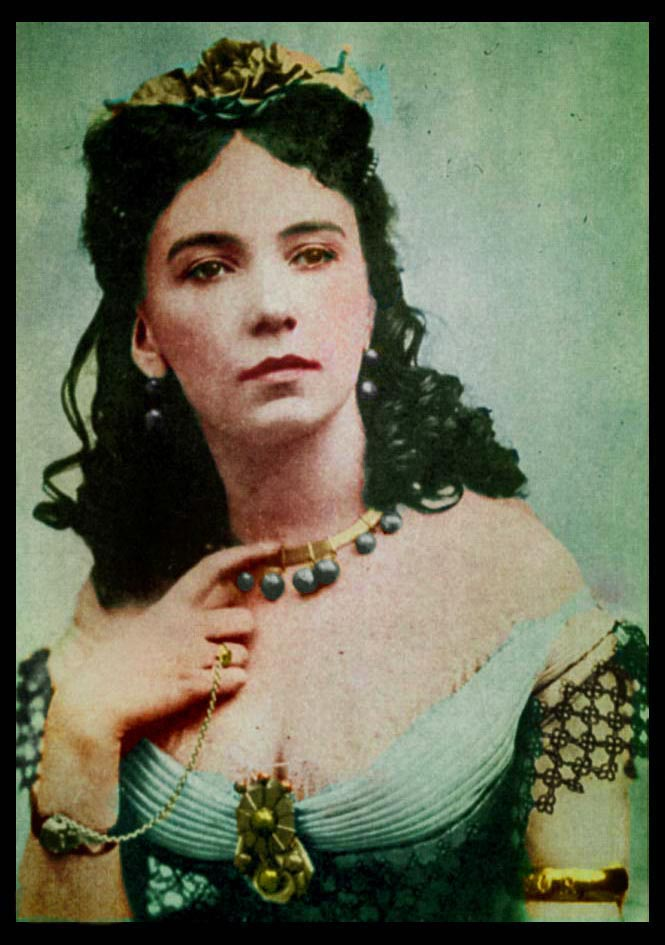
コーラ・パール

コーラ・パール（Cora Pearl、1835年? - 1886年7月8日）は、19世紀フランス第二帝政期の花柳界・社交界で著名だった高級娼婦（クルチザンヌ）、舞台女優。本名はエマ・エリザベス・クラッチ(Emma Elizabeth Crouch)。イギリス生まれ。皇帝ナポレオン3世の弟モルニー公や従兄弟ナポレオン公など、フランス宮廷の要人達の愛人となり、豪奢な生活を送った女性で、エミール・ゾラの小説『ナナ』のモデルの一人とされる

## 幼少時
エマの生年月日および生誕地については諸説あり、1842年2月23日の日付を持つ彼女の出生証明書は捏造されたものとされている。場所についてもプリマス・イーストストーンハウス (en)・キャロライン地区となっているが、一説には1835年にロンドンで生まれ、1837年に家族ごとプリマスに移り住んだものともいう。
父はチェロ奏者・作曲家のフレデリック・ニコル・クラッチ。ある時「キャサリン・マボニーン」という流行歌を作り、わずか20ポンドで譲渡したところ、この曲が後に大ヒットし、版権を購入した業者が15,000ポンド稼いだと聞いたフレデリックは、ショックのあまり仕事をしなくなり、1849年に家族を残したままアメリカ合衆国へ渡り永住移民となった（父から音楽の才能を受け継いだことは、1867年にオッフェンバックの『天国と地獄』でウェヌス役を演ずることに関連してくる）。
母はその後エマをフランスのブローニュ＝シュル＝メールにある修道院附属校（パンショナ, fr）に入れる。エマは8年間ブローニュで学ぶ中で、何とか通用するレベルではあったがフランス語を習得する（ただし英語なまりは後まで残り、女優としてのキャリアに影響を与えた)。

## 娼婦となる
13歳の時、小児性愛者の中年男性に薬を盛られ、強姦の被害に遭う。19歳の時、母はエマに英国へ帰り一緒に住むよう説得したが、エマはそれを拒否し、ロンドンの祖母の家に住んだ。20歳になったある日曜日、ダイヤモンド商の男に声をかけられたエマは、誘われるままに酒屋に入り、そのまま泥酔した後姦通され、男への憎しみと自らの魅力を認識するようになったとも言われている。この出来事がエマにとって栄光と破滅の始まりとなった。エマはその後祖母の家を出て、しばらくロンドンで自活の道を探していたが、やがて娼婦となり、幾人かの富裕層の男性と出会いを重ねることになる。彼女はそれなりにかわいらしく、社会性や機知に富み、慎重でもあったため、男達の中には単なる夜の関係以上に彼女に興味を抱く者も現れた。
エマはその後、ロンドンの高級娼婦が集うクラブ「アーギルルーム」の経営者ロバート・ビッグネルの愛人となり、パリへ渡海したが、パリの華やかな魅力にとりつかれた彼女はロンドンへの帰国を拒否。パリで「コーラ・パール」と名を変え、演劇界に乗り込む。しかしお色気以外の技能は発揮できず、大した役ももらえなかった。ただし、かつて修道院で鍛えられた社交的マナーが身に備わっており、富裕層の男性に対するアピールは申し分なかった。程なくコーラは、フランス第二帝政下の富裕層・権力者の評判の的となり、女優としてではなく愛人として、彼らの幾人かとロマンスに落ちる。彼女は金を持っていなかったが、当時の宮廷お抱えのデザイナーであるシャルル・フレデリック・ウォルト(en)やラフェリエ(en)といった高級ブランドの服で身を飾ることで、富裕層の男性の気を引くことにも成功した。
この時期、第3代リヴォリ公爵ヴィクトル・マセナが、コーラの最初のパトロンとなった。しかしコーラはこの頃から深刻なギャンブル癖・浪費癖を呈するようになる。またマセナより11歳も若いアキル・ミュラ公（en、ジョアシャン・ミュラの孫）にラブコールを送ったことに嫉妬した公爵は激怒し、彼女の借金を肩代わりした後、愛人関係を終わらせた。コーラは新たな後援者をすぐに開拓し、欧州でも最も富裕な男たちを手玉に取っていく。

## 絢爛にして放埒なるパリでの生活
熟練技術者の日当が2～4フラン程度であった当時において、コーラは一晩で5,000フランを稼ぐ娼婦となり、生活はどんどん派手になっていった。この莫大な稼ぎを得るため、コーラは蘭柄の絨毯の上でヌードダンスを披露したり（後述）、シャンパンで満たされた銀の浴槽で大勢の客の前で入浴することも厭わなかった。コーラの英語訛りのフランス語や、明け透けな性格も、多くの男に受け入れられているように見えた。ド・グラモン・カドゥルース公爵は、「(当時パリの最高級レストランであった)フレール・プロヴァンソーがもしダイヤモンド入りのオムレツをメニューで出したら、彼女は毎晩通うだろう」と評した。また、ある男がコーラにマロングラッセ一箱をプレゼントしたところ、そのマロングラッセの包み紙がすべて1,000フラン紙幣だったというエピソードも残る。またアイルランドの大地主ジェイムズ・ウェルプリーが貢いだ全財産200万フランをコーラはわずか8週間で浪費してしまったという。
彼女のファッションは、第二帝政期の上流貴婦人らに影響を与え、ドレス・髪型・乗馬服など、彼女を追従する女性も多かったという。ギュスターヴ・クローダンによれば、コーラ・パールは「フランスに近代的なメイクを紹介した最初の女性」であり、ロンドンから取り寄せた化粧品を惜しげもなく使った。まつげや目の周りにペイントを加えるアイシャドー、TPOによる髪の毛の染め分け、白い肌を至上の価値とする時代にもかかわらず肌を小麦色に焼くことなど、当時の貴婦人らの常識に反する（そして現在に通ずる）斬新なメイクは、下品・やりすぎという強い批判を受けると同時に、大きなセンセーションも巻き起こしたという。彼女と同じように他国から来た娼婦が、懸命にパリジェンヌになろうと努力したのに対し、あくまで自然体に振る舞ったコーラは、普通の美女に食傷していたパリの紳士の心を捕らえた。ピエール・ド・ラノーは『第二帝政下のパリの愛』で「コーラ・パールはその頃の高級娼婦とは少しも似ていなかった。娼婦が身につけるべき完璧な口調や矯正を軽蔑し、あるがままに振る舞ったのである」と述べている。英語なまりのフランス語も、男性達には魅力的に感じられ「気兼ねしないマドモワゼル(Mademoiselle Sans Gêne)」というあだ名がつけられた。

## 激しい気性
英国の文芸批評家ウィリアム・フィールドは以下のような逸話を伝える。ロシア出身のパウロ・ドゥミドフ大公は、コーラ・パールを困らせようと、レストラン「メゾン・ドール」で帽子を脱がなかった。彼女は大公のステッキを奪うや、彼の頭を叩きつけたあげく「ごめんなさい。このステッキとても綺麗だったのに壊れてしまったわ」と平然と述べたという。大公は驚くと同時にやり込めてやろうと、コーラのネックレスの真珠が偽物であると主張すると、コーラはいきなりそのネックレスを床に投げつける。飛び散った真珠を指して「さあ、拾い集めて本物であることを確かめなさい。あなたのネクタイピン用に一つ差し上げるわ」と言い捨てて去った。大公は茫然自失のままだったが、レストランで食事をしていた他の貴族たちは、腹ばいになって真珠をかき集めたという。
コーラの気性は激しく、女性としては珍しい決闘経験者でもある。1863年にはセルビア王子の容貌をめぐって別の娼婦マルト・ド・ヴェールと口論になった。二人とも乗馬に自信を持っていたため、乗馬用の鞭を武器として決闘することになった。双方とも顔に多くの傷を受け、一週間は人前に出られないほどだったという。
彼女は後援者からの経済的支援に恩義を謝するどころか、ほとんど罵倒と侮辱をもって返答した。しかし彼女にとっては自然体でしかないその異常な言動は、フランス社交界の男達の間で逆に喝采を浴びることになる。女王然と振る舞ったコーラ・パールに、ナポレオン公はおろか皇帝ナポレオン3世すら頭を垂れて思し召しを伺ったという。ラノーは「彼女は洗練されていない本能の粗暴さゆえに、また自分が奉仕している男達への復讐のために、閨房でも彼らを蔑み、侮辱し、行為の最中も男達を跪かせてその快楽を楽しんだ」と述べており、ミュファ伯爵をなぶりものにする『ナナ』と同様である。
しかし彼女は女王扱いされたとしても、まだ満足できず、女優としての道も諦めていなかった。1866年には以前の失敗にも懲りずに再び舞台に立つ。オッフェンバックの『地獄のオルフェ（天国と地獄）』のウェヌス役を演じ、ほとんど全裸に近い格好で舞台に立ったのである。しかしその下品な振る舞いや声質の悪さは、閨房における上流階級の男性とは違い、全く受け入れられず、無残な結果に終わり、彼女を失望させた。娼婦をへて舞台女優となり、上流階級の男たちをすさまじい浪費で次々に破滅させてゆく姿は、まさに『ナナ』そのものであった。

## 華麗な男性遍歴
コーラは、オラニエ公ウィレム（en、オランダ王ウィレム3世の王太子）、アシル・ミュラ（ジョアシャン・ミュラの孫）など、上流階級の錚々たる面々の愛人となった。ミュラ公は彼女に馬をプレゼントし続けた。彼女の自慢の厩舎には1863年から68年まで、乗馬用・馬車用をあわせて60頭以上の馬がおり、英国人の厩務員を大勢雇って、すべての職員に黄色の制服を着用させたという。その後、戦争に突入すると厩舎を病院に改築したといわれている。
彼女と関係を結んだ男達の中でも「背が高くハンサムな方の皇帝」と史家に書かれるほどの色男モルニ公（皇帝ナポレオン3世の異父弟）は、飽くことなき色欲・物欲を持つ彼女にとって、最も知的かつ高貴な愛人だった。1864年、彼女は皇弟の愛人という重要な地位に見合うように、オルレアン郊外のロワレ川に立つボーゼジュール館を与えられ、そこでささやかな幸運の日々を送る。しかしモルニ公は1865年に早世してしまう。臨終に立ち会った友人は、後難を恐れてコーラから公爵に宛てたラブレターをすべてトイレに流したという。
だがその数年後には、コーラはナポレオン公（皇帝ナポレオン3世の従兄弟。通称プロン・プロン）の愛人となっていた。公はコーラのために、パリにさらに2軒の家を建ててやり、第二帝政崩壊後の1874年まで財政的な補助をしている。彼女はナポレオン公から月額12,000フランを支給されたうえ、シェロー街101番地の邸宅は宮殿のようであり「プチ・テュイルリー」とまで呼ばれたという。ナポレオン公がプレゼントした荷馬車一杯の蘭の花をすべて床にぶちまけ、水夫の服装に着替えて蘭を踏みつけながらダンスを踊ったという逸話も残る。

## 醜聞から没落へ
彼女は莫大な財産を稼ぎ、1860年代後半にはいくつもの家や厩舎を所有し、最高級の衣装部屋や贅沢きわまりない宝石に囲まれていた。英国の口座には、パリの店から取り寄せた下着に対して18,000ポンド以上もの額をつけた請求書が記録されている。
コーラが彼女なりの生活を楽しんでいくためには、大金を惜しまぬ愛人を必要とした。男達は大枚をはたく故に彼女を独占しようと試みる。アレクサンドル・デュヴァルという名の20代の若い裕福な男もまた、37歳のコーラを自分だけのものにしようと言い寄り、彼女を辟易させていた。コーラはデュヴァルと何度も手を切ろうとしたが失敗。デュヴァルはコーラのために大金を費やしてきたにもかかわらず、他の男とコーラがくっついたと聞いて嫉妬に狂った。コーラが関係を終わらせようとデュヴァルに最終宣告すると、デュヴァルは1872年12月19日、彼女の屋敷にやってきて玄関先でピストル自殺をはかるという事件を起こした（このときピストルが暴発し、デュヴァルは死亡には至らなかったものの、重傷を負った）。しかし文字通り命を懸けたこの決死の行為に対しても、コーラは誰の助けも医者も呼ぶこともせず、何事もなかったかのように自室に戻り、眠りについたのである。しかしこの事件の噂は瞬く間に広まり、彼女の女優としてのキャリアは突如終幕を迎えることになった。コーラは気分転換と局面打開を兼ねて、逃げるようにロンドンに渡ったが、例の噂はそれよりも早く英国に上陸しており、彼女の身の置き所はすでになかった。一方、同年12月26日のフィガロ紙には「共和国となったフランスから2人の大物が去った。ナポレオン公とコーラ・パールである」と報じている。
ロンドンで高級娼婦を続けようとしていたコーラの企みは失敗に終わり、わずかの金持ちが彼女に興味を示しただけだった。その後彼女はモンテカルロ、ニース、ミラノをさまよったが、再びパリに戻ると、状況の変化に愕然とする。もはや過去の取り巻き連中はとっくに去っており、富のない男性が彼女に声をかけるのみだった。
それでも若年の頃からのギャンブル癖は直っていない。そもそも彼女にはカジノや店から即時の支払いを要求される事態に直面することを想像する能力が欠けていた。しかしもはや勘定を肩代わりしてくれる支援者はいなかった。自暴自棄になったコーラは1876年以降、財産を切り売りして借金の返済に充てる一方、時折街角に出て売春婦に戻るような生活となった。それでもコーラは借金がかさむのを気にもせず、比較的快適な暮らしを10年ほど続けていた。1886年春には『コーラ・パール自伝』がフランス語で出版された。同年、パリ16区のバッサノ街 (Rue de Bassano) 8番地建物2階の自室で大腸癌により死去した。死去した時に埋葬するための毛布を隣人に借りなければならなかったという話も残る。訃報はロンドン・パリの各新聞で報じられ、亡くなった時の所有財産は、同年10月に売却・整理された。第二帝政期を奔放に生きた娼婦コーラ・パールは今も、バティニョールの共同墓地4列10番に、墓石もないまま葬られている。